# جام خیریه انگلستان ۱۹۸۴
 جام خیریه انگلستان ۱۹۸۴ ، ۶۲امین رقابت سالانه مابین قهرمانان لیگ دسته اول فوتبال انگلستان و جام حذفی فوتبال انگلستان است. 
این مسابقه در تاریخ ۱۸ آگوست ۱۹۸۴ مابین تیم‌های اورتون و لیورپول در ورزشگاه ومبلی لندن برگزار شده‌است. 
تیم اورتون در این مسابقه با نتیجه یک بر صفر به پیروزی رسید.

## جزئیات مسابقه
| اورتون        | ۱ – ۰ | لیورپول |
| ------------- | ----- | ------- |
| گروبلار خودی' |       |         |